# An Qi
An Qi, né le 21 juin 1981 à Dalian (Chine), est un footballeur international chinois.